# Nole
Nole es una localidad y comune italiana de la provincia de Turín, región de Piamonte, con 6.859 habitantes.

## Evolución demográfica
| Gráfica de evolución demográfica de Nole entre 1861 y 2001 |
|                                                            |
| Fuente ISTAT - elaboración gráfica de Wikipedia            |